# HK G11
HK G11 или HK G-11 (нем. Heckler & Koch Gewehr 11 — Хеклер и Кох Винтовка 11-й модели) — комплекс перспективного армейского оружия, включающий автоматическую винтовку и используемый ею безгильзовый патрон, которые были разработаны в течение длительного периода с 1970-х по 1990-е годы немецкой компанией Heckler & Koch совместно с Dynamit Nobel AG.
Несмотря на заявленную производителем полную работоспособность и выпуск ограниченной серии, G11 не был принят на вооружение и серийно не производился.

## История
В конце 1960-х годов в ФРГ, а также других странах-участницах блока НАТО начались исследования в области безгильзовых боеприпасов.
В теории, применение подобного боеприпаса позволило бы упростить конструкцию оружия одновременно с повышением его надёжности, а также увеличить носимый боекомплект. К тому же предполагалось, что такие патроны стоили бы меньше классических гильзовых.
ФРГ наряду с разработкой и принятием на вооружение винтовки G-36 и пулемета MG-36 вела разработку безгильзовой винтовки G11, работы над которой велись более 20 лет.
Контракты на соответствующие разработки были заключены немецким министерством обороны с компаниями «Индустри-Верке Карлсруэ-Аугсбург», «Диль» и Heckler & Koch в 1969 году, а в 1970 были объявлены требования для нового автомата, заключающиеся в следующем:
- масса не более 4,5 кг,
- длина до 765 мм,
- магазин на 50 патронов,
- поражение первым выстрелом точечных целей на дистанции до 300 м.

В следующем году Heckler & Koch совместно с Dynamit Nobel AG (рус. Динамит-Нобель) начала работу над автоматом под патрон с полностью сгораемой гильзой. Пуля нового патрона имела калибр 4,3 мм и была запрессована в переднюю часть призматической пороховой шашки, которая была покрыта сгораемым лаком. Этот боеприпас имел существенный недостаток — возможность самовозгорания, решенный в созданном в середине 1980-х годов телескопическом патроне DM 11 с пулей калибра 4,73 мм, метательным зарядом на основе октогена и пластиковым наконечником в головной части, обеспечивающим полную утилизацию порохового заряда для метания пули. Благодаря шагу нарезов в 155 мм обеспечивалась высокая устойчивость пули на траектории.
Штурмовая винтовка фирмы Diehl имела значительное сходство с винтовкой фирмы Heckler&Koch — в ней также предполагался отдельный от ствола патронник, расположенный во вращающемся вокруг поперечной оси цилиндре. Основными отличиями стала развернутая на 180 градусов схема питания — если в винтовке Heckler&Koch магазин располагался сверху над передней частью ствола, и патроны из него в патронник подавались вертикально вниз (пулями вверх), то в винтовке Diehl магазин располагался в прикладе ниже уровня ствола, и патроны из него подавались вверх. Для обеспечения стрельбы несколькими пулями с высокой кучностью предполагалось использовать как вариант с одним патронником и стволом и стрельбу очередью, так и вариант с тремя патронниками и тремя стволами, обеспечивающий залповую стрельбу тремя пулями. Автоматика винтовки фирмы Diehl действовала от отводимых из ствола пороховых газов.

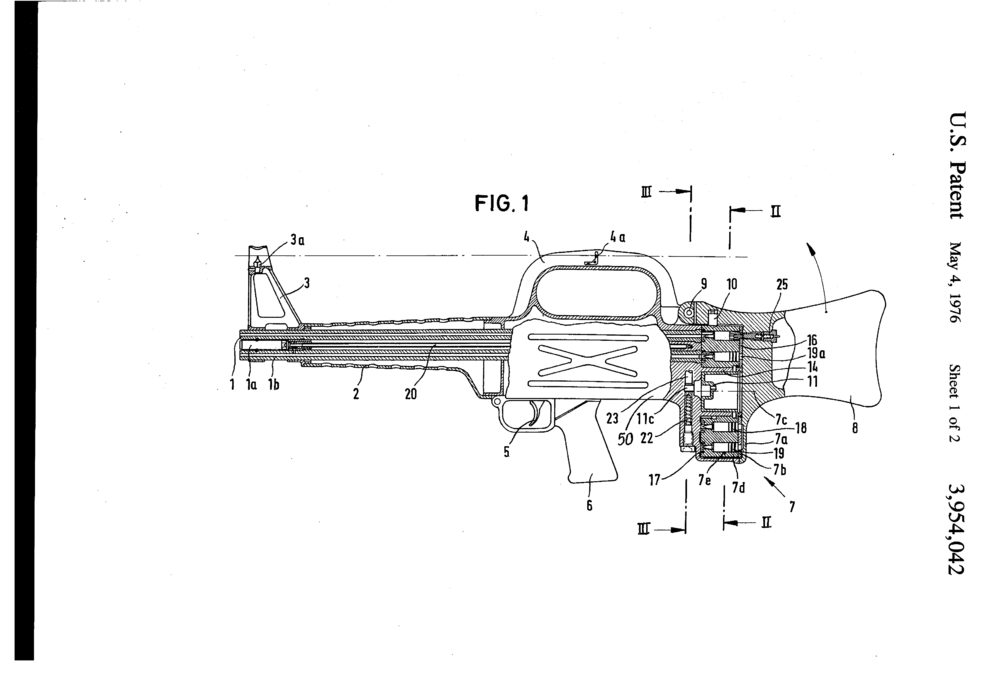
Чертеж IWK G11

Аналогичную «залповую» схему имела и одна из разработок группы компаний Mauser Werke и Industriewerke Karlsruhe (IWEKA). В этой винтовке, разработанной в начале семидесятых годов, имелось три ствола, расположенных в шахматном порядке в вертикальной плоскости. Простота конструкции винтовки обеспечивалась тем, что в качестве магазина использовались сменные вращающиеся барабаны револьверного типа, снаряжаемые в заводских условиях. Такая система, помимо простоты схемы питания, обеспечивала и высокую устойчивость боеприпасов как к механическим воздействиям, так и к перегреву при стрельбе — фактически винтовка имела столько патронников, сколько имелось патронов в магазине. Платой за такое упрощение стала большая мертвая масса и габариты магазинов-барабанов, а также необходимость в трех стволах и невозможность ведения автоматического огня в «обычном» темпе — эта винтовка стреляла либо одиночными выстрелами, либо залпами в три пули. Альтернативной разработкой этой же группы компаний стала винтовка одноствольной конструкции, в прикладе которой размещался шнековый магазин большой ёмкости. В этой, относительно традиционной конструкции была довольно оригинально решена проблема экстракции невыстреленного патрона — патронник, неподвижный относительно ствола при стрельбе, тем не менее имел возможность откидываться вбок за пределы корпуса оружия подобно барабанам современных револьверов. В таком положении патрон мог быть вытолкнут из патронника при помощи обычного стержневого выбрасывателя, подобного тем, что использовались на револьверах системы Нагана обр. 1895 года или Кольта обр. 1873 года. Для привода механизмов в этой винтовке использовалась энергия пороховых газов, отводимых из ствола.

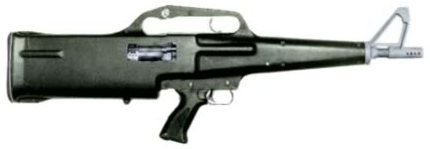
Mauser G11

Прототип нового автомата был представлен в 1974 году, а готовый образец, получивший название G11, — в 1983 году. В 1986 году автомат должен был поступить на вооружение бундесвера для замены винтовок HK G3 и пистолетов-пулемётов MP2, однако технические испытания были пройдены только в 1988 году, а войсковые — в 1989. По результатам испытаний в конструкцию автомата были внесены некоторые изменения: оптический прицел стал съёмным, стали использоваться новые магазины на 45 патронов (первоначально использовались 50-зарядные магазины) и указателем количества оставшихся боеприпасов, появились крепления для запасных магазинов, штыка и сошки. Модифицированный вариант получил обозначение G11 К2 и был отправлен на тестирование в конце 1989 года. Параллельно с этим G11 участвовал в американской программе ACR (Advanced Combat Rifle), в которой были представлены принципиально новые образцы вооружения (например, Steyr ACR с оперёнными стреловидными боеприпасами). В ходе испытаний G11 заслужила высокие оценки за точность, удобство в обращении и надёжность.
В 1990-м году Heckler & Koch объявила о готовности начать производство автомата с 1992 года. Однако после отправки ограниченной партии в 1000 G11 на вооружение бундесвера программа была закрыта из-за финансовых проблем, испытываемых властями объединённой Германии, и несоответствия новых патронов требованиям НАТО по унификации боеприпасов. В результате на смену винтовке HK G3 пришёл автомат HK G36.

## Описание

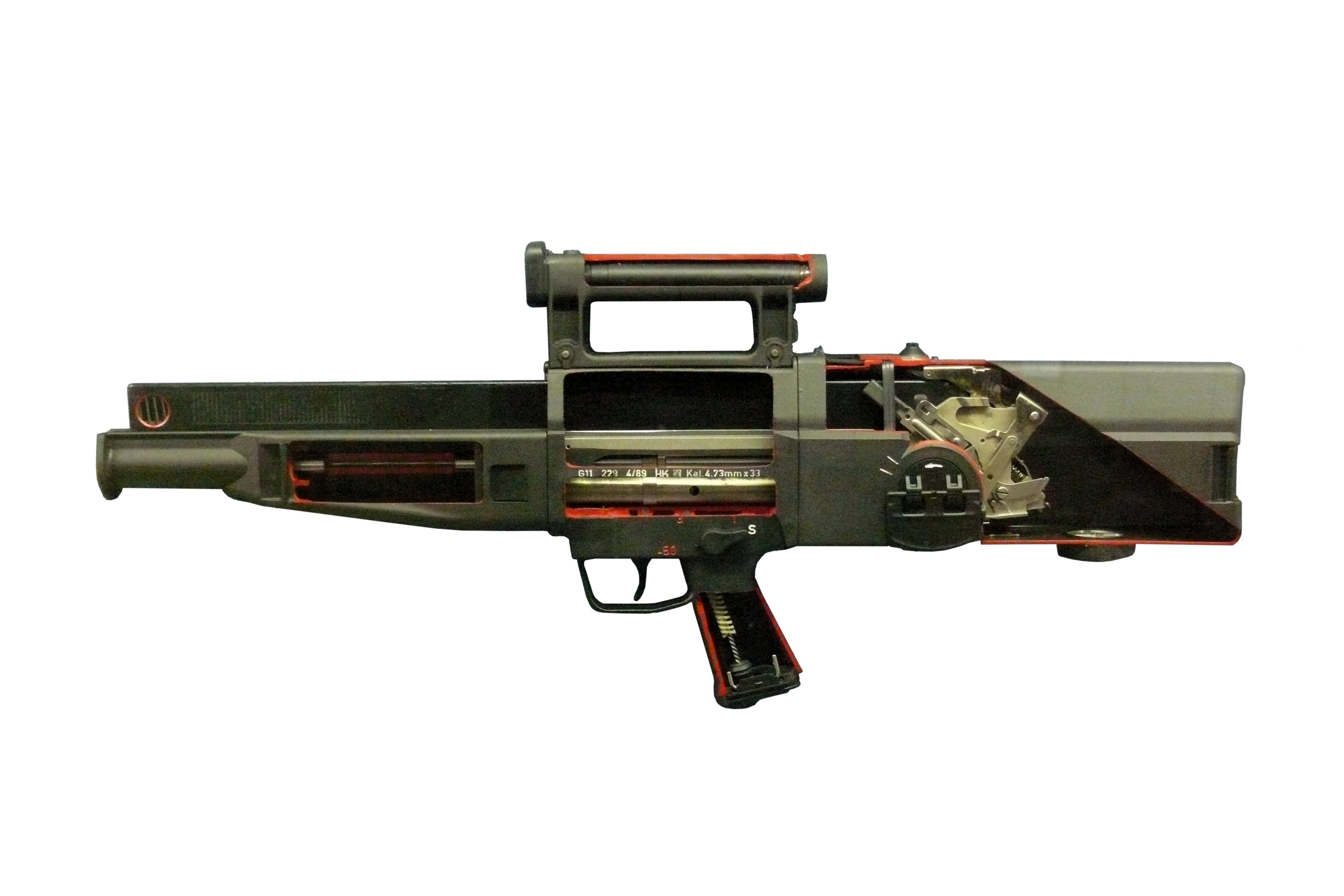
механизмы HK G11 K1

HK G11 выполнена по схеме булл-пап. Корпус, внутри которого собраны все механизмы, в первых вариантах был металлическим с рёбрами жесткости, а в поздних — пластиковым. УСМ позволяет вести огонь одиночными выстрелами и очередями (как непрерывными, так и с отсечкой по 3 патрона). Предохранитель-переводчик режимов стрельбы — флажкового типа, выведен на обе стороны оружия.
45 патронов размещаются пулями вниз в магазине, расположенном над стволом. G11 имеет вращающуюся камору-казённик, в которую перед выстрелом патрон подается вертикально вниз. Камора поворачивается на 90 градусов, и, когда патрон встает на линию ствола, происходит выстрел. Благодаря отсутствию гильзы нет необходимости в её экстракции, что упрощает механику оружия. При осечке неисправный патрон выталкивается вниз при подаче следующего. Взведение механизма автомата осуществляется специальной поворотной ручкой, расположенной на левой стороне оружия.
Автоматика винтовки работает за счёт энергии пороховых газов, отводимых из ствола. Ствол, ударно-спусковой механизм, поворотный казённик с механикой и магазин смонтированы на едином основании, которое может двигаться внутри корпуса автомата («лафетная» схема). При стрельбе одиночными или длинными очередями весь механизм совершает полный цикл отката-наката после каждого выстрела, в результате чего наблюдается заметное снижение импульса отдачи. При стрельбе очередями в три выстрела подача патрона и выстрел производятся сразу же после предыдущего. При этом подвижная система приходит в крайнее заднее положение только после третьего выстрела, отдача начинает действовать на оружие и стрелка уже после завершения очереди. Аналогичная схема используется в российском автомате АН-94 «Абакан», однако его конструкция существенно сложнее из-за необходимости извлекать стреляные гильзы и наличия неподвижного магазина, что вынудило разработчиков ввести «промежуточный» магазин на 2 патрона.
G11 оснащается съёмным оптическим прицелом кратности 1Х с кольцевой прицельной маркой, смонтированным в рукоятке для переноски. Помимо него может устанавливаться прицел переменной (1Х и 3,5Х) кратности. Имеется крепление для штык-ножа, сошки и двух запасных магазинов.

## Патроны оружия
Как уже известно оружие использовало безгильзовые патроны созданные Heckler & Koch совместно с Dynamit Nobel AG. Однако с новыми улучшениями в прототипах улучшались и сами боеприпасы оружия.  
4,3×21 мм — первое поколение безгильзовых патронов программы G11 от фирмы Heckler & Koch и Dynamit Nobel AG использовавшихся в моделях Prototyp 1 Prototyp 2 Prototyp 3 и Prototyp 4. Представлял собой небольшой патрон с выступающей пулей и прямоугольный корпус из спрессованного нитроцеллюлозного пороха а капсюль располагался сбоку. Длина корпуса 21 мм. 
4,75×21 мм — безгильзовый патрон использовавшийся в моделях Prototyp 13 и Prototyp 14. Особых отличий от предыдущего нет. Длина корпуса 20,75 мм. 
4,9×20,4 мм — безгильзовый патрон использовавшийся в моделях Prototyp 7 Prototyp 8 Prototyp 9 Prototyp 10 Prototyp 11 и Prototyp 12. Почти ничем не отличался от 4,3×21 мм но в этом патроне принимали попытки избавиться от неконтролируемого воспламенения патрона. Для этого использовали бумаги или алюминиевую фольгу. Длина корпуса 20,3 мм.

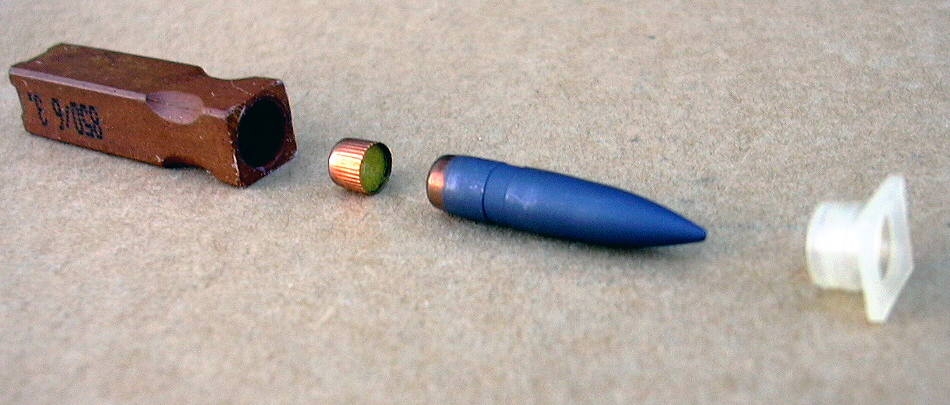
Безгильзовый патрон калибра 4,73×33 мм, финальная версия.

4,7×21 мм HITP — безгильзовый патрон использовавшийся в моделях Prototyp 13 и Prototyp 14 почти такой же как и 4,75×21 мм патрон. В данных образцах использовалось High Ignition Temperature Propellant (рус. топливо с высокой температурой воспламенения) что помогло решить проблему с неконтролируемой воспламеняемостью патронов. Длина корпуса 20,75 мм.
4,92×34 мм —  безгильзовый патрон использовавшийся в модели Advanced Combat Rifle Konstruktionsstand 1. Скорее всего использовался исключительно для попытки попасть в программу ACR и поэтому особой информации о нем нет. Но этот патроне была решена одна из проблем безгильзовых патронов программы G11 на равне с неконтролируемой воспламеняемостью - контроль полета пули. В предыдущих патронах конец пули выглядывал из корпуса но в данном образце патрона пуля была полностью в корпусе. Также капсюль находится уже в стандартном положении сзади а не сбоку. Длина корпуса 33-34 мм. 
4,73×33 мм — финальный образец патронов программы G11 ничем не отличается от предыдущего. Длина корпуса 33 мм. 

## Значение и перспективы
С чисто технической точки зрения G11 была выдающимся образцом и остаётся им поныне. Внесённые её создателями в устройство огнестрельного оружия новшества носят, пожалуй, наиболее радикальный характер со второй половины XIX века, когда произошёл переход на казнозарядное оружие и патрон с металлической гильзой. Между тем, перспективы внедрения безгильзовых патронов и использующих его комплексов оружия в настоящее время выглядят достаточно туманно.
На момент разработки считалось, что переход на безгильзовые боеприпасы и оружие под них позволит значительно увеличить носимый солдатом боекомплект при той же суммарной массе оружия с патронами: 550 патронов для G11 (7,35 кг вместе с самим оружием) сравнимы по массе со 100 патронами для винтовки G3 (7,62х51 мм) или 240 для М16А2 (5,56х45 мм), что соответствует экономии веса соответственно 80 и 55 %.
Однако с позиции сегодняшнего дня в свете уже начавшегося перехода от металлических к композитным или полностью полимерным гильзам, это преимущество выглядит спорно, так как применение современных материалов при изготовлении гильзовых патронов традиционного типа потенциально позволяет достичь если не такой же, то сравнимой по порядку экономии в весе боекомплекта при полном сохранении принципа действия и конструкции современных образцов оружия, а также существенно снизить себестоимость.
Что касается иных преимуществ безгильзовых систем, то практика разработки и неудача при принятии на вооружение G11 как раз показала, что, во-первых, решая одни проблемы огнестрельного оружия, переход к безгильзовым боеприпасам порождает иные, принципиально новые по своему характеру, во-вторых — что их преимущества на настоящий момент времени не могут быть признаны достаточно значимыми для того, чтобы оправдать весьма существенные затраты на доведение и внедрение в массовое производство принципиально нового комплекса оружия и патронов для него.
В 2004 году разработки по G11 были перекуплены американцами с целью использования при разработке перспективного ручного пулемёта для Армии США в рамках программы Lightweight Small Arms Technologies; однако в процессе дальнейшей отработки концепции было принято решение отказаться от использования оригинального безгильзового боеприпаса в пользу построенного по схожей схеме (пуля, погружённая в метательное вещество) гильзового с полимерной гильзой. Он даёт выигрыш в массе боекомплекта на 41 % по сравнению с традиционными патронами, что достаточно хорошо приближается к показателям безгильзовых.

## Связанное с HK G11 оружие

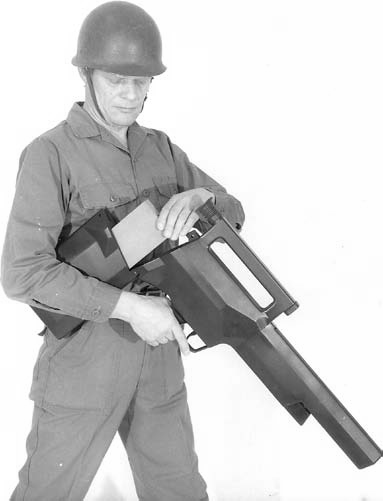
HK LMG11 (модификация ACR в варианте «лёгкий пулемёт») с магазином на 300 патронов в прикладе.

На базе G11 был разработан ручной пулемёт HK LMG11 (нем. Leichtes Maschinengewehr 11 — Легкий Пулемет 11-й модели) визуально похожий на сам G11, но сильно отличающейся системой. В этом оружии механизм G11 сочетался с механизмом револьверной пушки с трёхкамерным предварительным подавателем, заряжаемым из магазина. Нестандартным был также магазин оружия, который располагался в прикладе оружия. Магазин представлял собой прямоугольный блок с невообразимо большой ёмкостью - 300 патронов размером 25×12. Неизвестно, как именно с таким магазином предполагалось подача патронов, однако в технической документации сообщалось о специальных пружинах в магазине. Как именно это устроено, не совсем понятно. Неизвестно также количество созданных образцов (или даже их существование), но как минимум несколько образцов проходили полигонные испытания.
Среди винтовок и карабинов G11, а также легкого пулемета LMG11, предложенных для вооружения Бундесвера, был пистолет HK NBW (Nahbereichswaffe — букв. Оружие Ближнего Боя). Это должен был быть пистолет, имевший газоотводную затворную раму с подвижным патронником, поворотным ударником и фиксатором патрона. Магазин оружия имел прямую форму, в отличии от стандартных пистолетов, и очевидно, это была необходимость из-за прямоугольной формы патрона. Сам патрон оружия был другим, в отличии от винтовочного патрона G11. Для этого пистолета была создана модификация патрона калибра 4,73 × 33 мм - PDW 4,72 × 25 мм. Хоть и будучи несколько короче и меньше винтовочного патрона, он обладал такой же конструкцией. Однако недостаток финансирования программы G11 не позволил ему стать даже полноценным пистолетом, оставшись лишь как макет будущего образца.
Еще в период самого начала разработки Heckler & Koch, для изучения возможных прицельных приспособлений для G11, был создан безымянный пистолет-пулемет калибра 9-мм, визуально похожий на G11. Однако, его разработка не продолжилась. Впрочем, Heckler & Koch были не сильно заинтересованы его дальнейшей разработкой, ведь он был нужен исключительно для изучения возможных подходящих прицельных приспособлений для G11. 
Также, схема подачи и размещения патронов нашла своё применение в конструкции надежного и современного Бельгийского ПП FN P90 с обычным гильзовым патроном. Но, как можно понять, это оружие никак не связано с оригинальной программой G11. 

## Галерея

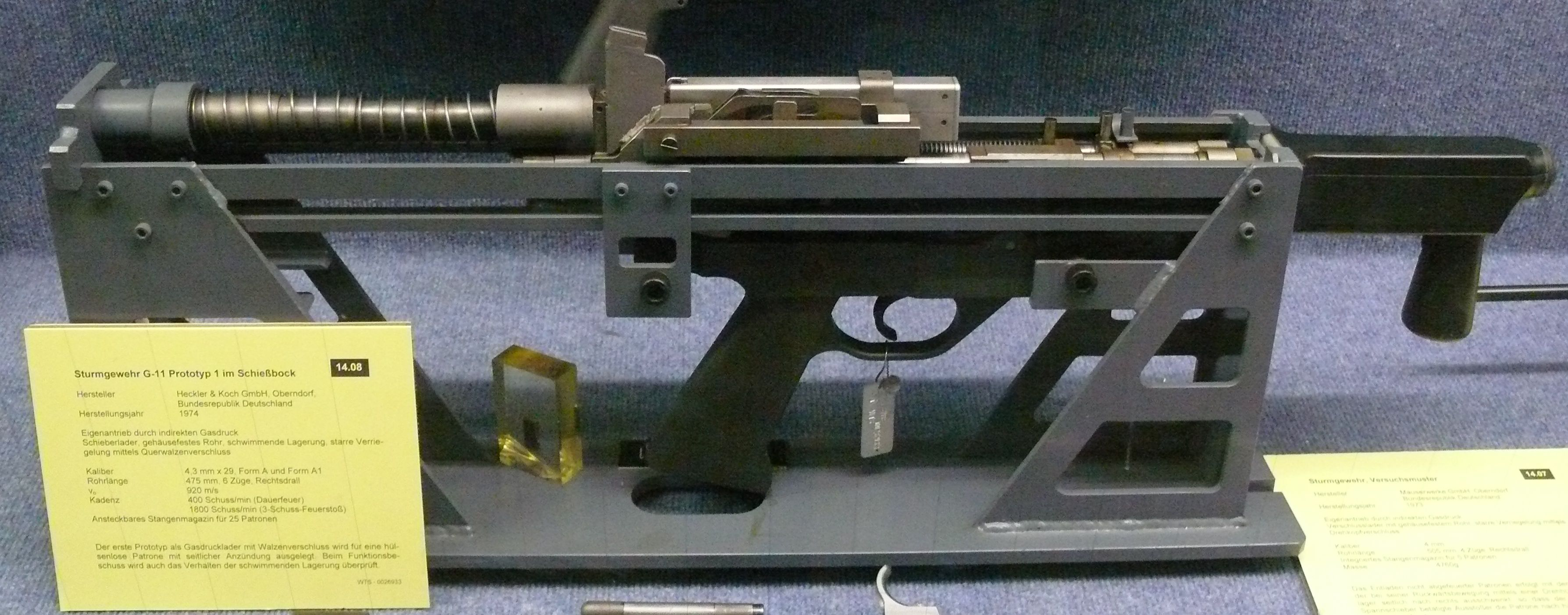
Самый первый образец G11
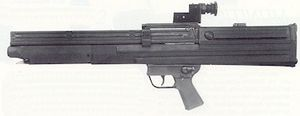
HK G11 P3
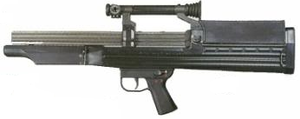
HK G11 P5
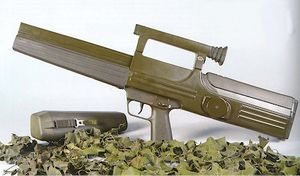
HK G11 P13
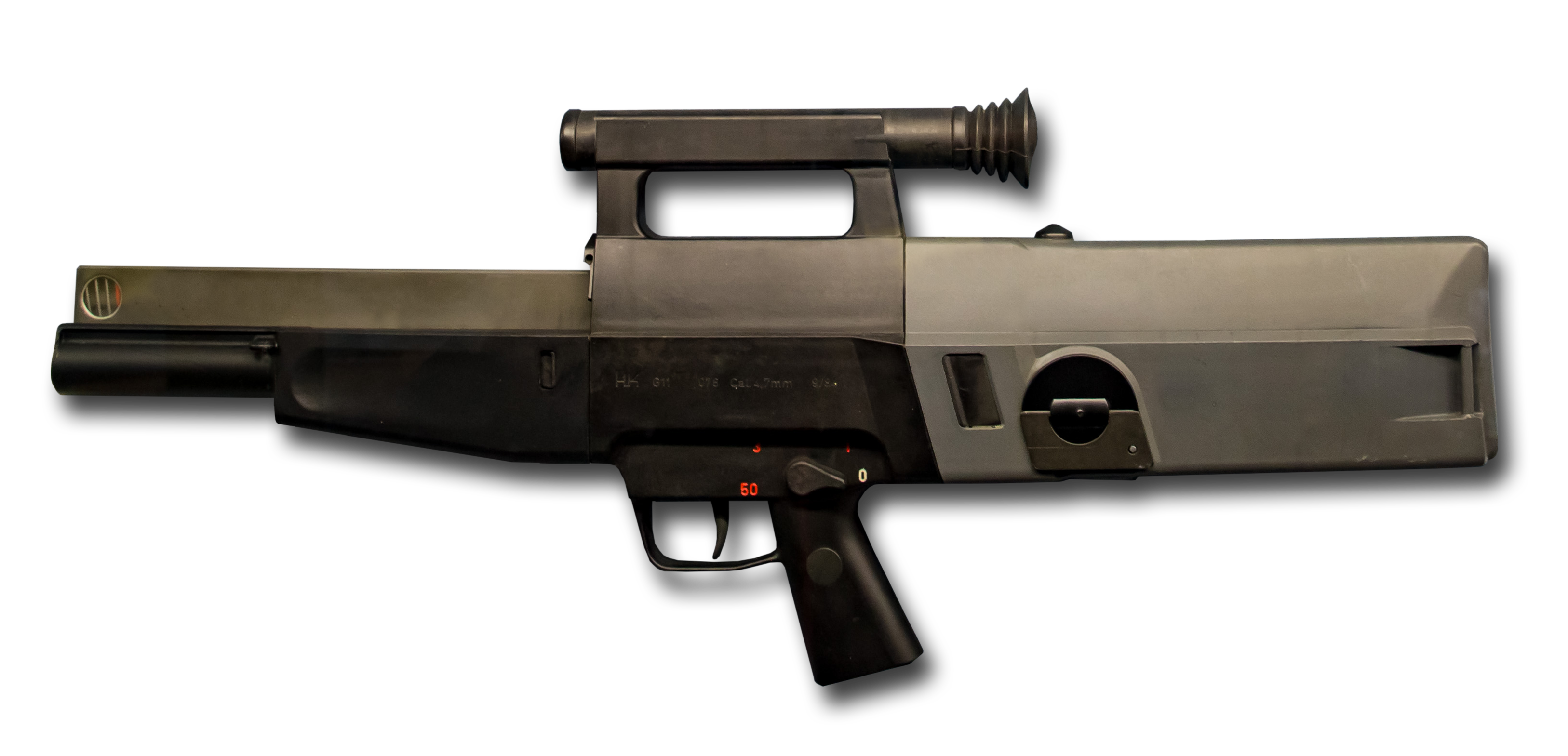
HK G11 P14
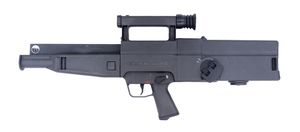
HK ACR G11 K1
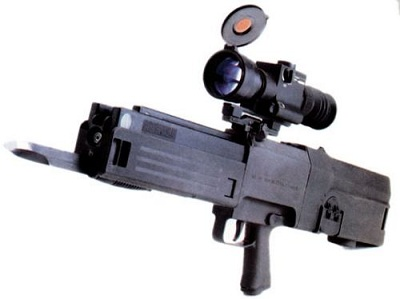
HK G11 K2 со штык-ножом и прицелом переменной кратности.